# Доисторический парк (телесериал)
«Доисторический парк» (англ. Prehistoric Park) — британский научно-популярный мини-сериал с элементами фантастики, созданный при поддержке компании ITV. Создан с использованием компьютерной графики. Ведущий — Найджел Марвен.

## Сюжет
Главный герой сериала, Найджел Марвен, со своими помощниками отправляется в прошлое и доставляет оттуда животных, относящихся к видам, вымершим тысячи или миллионы лет назад, чтобы поселить их в «Доисторическом парке» — специальном сафари-парке, предназначенном для содержания и разведения таких животных. Для путешествий во времени он применяет устройство под названием «временной портал».

### 1. Возвращение тираннозавра рекс (T-Rex Returns)
65 миллионов лет назад, Монтана, США.
Н. Марвен отправляется ловить первого «постояльца» Доисторического парка. Вовсю идёт строительство вольеров. Сначала Найджел доставляет детёныша трицератопса, получившего кличку Тео. Затем, с помощью бутерброда с ветчиной он заманивает во временной портал двух детёнышей тираннозавра, названных Терренсом и Матильдой. Также прибывает стая орнитомимов.

### 2. Операция «Мамонт» (A Mammoth Undertaking)
7000 лет назад, Сибирь, Россия.
Марвен спасает самку шерстистого мамонта, получившую имя Марта, и эласмотерия (древнего носорога). Также он встречается с пещерным медведем.

### 3. Дино-птицы (Dino-Birds)
125 миллионов лет назад, провинция Ляонин, Китай.
Найджел отправляется в Китай. Там ему придётся столкнуться с инцисивозаврами, мэй лонгами, которые разоряют его лагерь, а также с опасным для жизни газом —— диоксидом углерода. Но всё-таки ему удаётся доставить в Парк несколько микрорапторов. Также он переправляет туда целое стадо титанозавров.

### 4. Спасение саблезубых (Saving The Sabretooth)
10 000 лет назад, граница Аргентины и Парагвая.
Н. Марвен привозит в парк двух смилодонов (саблезубых кошек) и фороракоса.

### 5. Инсектарий (The Bug House)
300 миллионов лет назад, Шотландия, Великобритания.
В парке происходит драка между подросшими Терренсом и Матильдой, в результате чего Терренс получил серьёзные ранения. Его удалось вылечить, но с трудом. Марвену в Каменноугольном периоде пришлось столкнуться с крассигиринусом. Также его жалит гигантский скорпион, яд которого, к счастью, оказывается практически нетоксичным для млекопитающих. В Парк привозят артроплевру, меганевру и гигантского скорпиона, которых помещают в новый инсектарий.

### 6. Суперкрокодил (Supercroc)
75 миллионов лет назад, Техас, США.
Найджел доставляет в парк дейнозуха — огромного ископаемого крокодила. Тем временем в парке бушуют страсти. В парк случайно проникает троодон, который напугал стадо титанозавров. В страхе они разрушают ограды всех вольеров. Тираннозавр Матильда проникает на территорию слонов и оттесняет от стада слонёнка, которого начинает преследовать чтобы поймать и съесть, но мамонтиха Марта преграждает ей дорогу, защищая его. Найджел отвлекает самку тираннозавра на себя и бежит к загону, где её можно будет запереть. При этом Матильда почти настигает его, но Найджел бежит мимо пруда с дейнозухом, и огромный крокодил пытается схватить тираннозавра. Матильда уворачивается, но это позволяет Найджелу выиграть время. В конце концов Марвен заманил Матильду в вольер. Всё стало спокойно. В парк поступил новый персонал, а главный смотритель парка Боб (Роберт) поймал «безбилетника» в лице троодона. В заключительной сцене видно как Найджел, сидя в своем кабинете, выбирает следующие животное (точно неизвестно кого именно) и отправляется на встречу новому приключению….

## Список животных

### Современные животные в Парке
- Священные ибисы — одна большая стая
- Африканские слоны — одно стадо с 1 детёнышем, в него подселили мамонтиху
- Нильские крокодилы — несколько особей включая одного по имении Генри
- Попугай ара — 1 особь, питомец Найджела

### Доставленные в Парк из прошлого
- Трицератопс (1 самец по кличке Тео и 4 неназванных (в заставке));
- Орнитомим (13 взрослых особей, 12 детёнышей);
- Тираннозавр (1 самец по кличке Терренс, 1 самка по кличке Матильда);
- Шерстистый мамонт (1 самка по кличке Марта);
- Эласмотерий (1 самец);
- Микрораптор (3 самца,1 самка);
- Титанозавр (9 взрослых особей);
- Фороракос (1 самец);
- Смилодон (1 самец, 1 самка по кличке Сабрина, 2 детёныша);
- Меганевра (1 самец);
- Пульмоноскорпиус (1 самка);
- Артроплевра (1 самец);
- Дейнозух (1 самка);
- Троодон (1 самец по кличке Раскаль).

### Встречавшиеся в путешествиях
- Инцисивозавр
- Мэй лонги
- Дарвиноптерус — птерозавр из Китая
- Токсодоны
- Альбертозавры
- Паразавролофы
- Пещерный медведь
- Пещерные гиены
- Крассигиринус
- Никтозавры
- Неопределённый вид птерозавра
- Кроманьонец
- Волк (показано современное животное — собака-хаски)
- Девятипоясный броненосец (показано современное животное)
- Олень (показано современное животное)

## Локации
Сам парк находится в ЮАР. 1 серию снимали в одном из заповедников Чили. 2 серию снимали в провинции Юкон, Канада. 3 серию снимали возле гейзеров Роторуа (Новая Зеландия). 4 серия снималась рядом с городом Бразилиа (Бразилия). 5 на юге штата Флорида (США). 6 на острове Фрейзер (штат Квинсленд, Австралия).

## Сотрудники парка
- Найджел Марвен — «директор» парка. Он сам привозит новые виды доисторических животных в парк.
- Боб (сыгран Родом Артуром) — главный смотритель парка.
- Сюзанна МакНабб — главный ветеринар парка.
- Саба Дуглас-Гамильтон — эксперт по семейству кошачьих.
- Билл — член команды Найджела Марвена.
- Джим — помощник Найджела Марвена.
- Бен — помощник Найджела Марвена. Был атакован стаей Мэйлонгов в 3 серии.